# Alan Gordon (football, 1944)
Pour les articles homonymes, voir Alan Gordon et Gordon.
Alan Gordon (né le 14 mai 1944 à Édimbourg en Écosse et mort le 18 février 2010) était un joueur de football écossais.
Il est célèbre pour être le seul joueur à avoir évolué dans les deux clubs principaux d'Édimbourg et de Dundee.

## Biographie

### Hearts
Il commence tout d'abord à jouer au rugby à XV à la George Heriot's School, avant de se tourner naturellement vers le football étant jeune, qu'il pratique tout d'abord dans l'équipe des jeunes du club local d'Edinburgh Athletic. 
Il décroche un contrat professionnel dans une équipe senior à l'âge de 17 ans avec le Heart of Midlothian Football Club, en même temps qu'il continue ses études. Gordon obtient une maîtrise en économie à l'université d'Édimbourg, et continue à étudier la philosophie et la littérature espagnole. 
Il fait ses grands débuts professionnels quelques mois plus tard, en finale de la Scottish League Cup, pour son second match seulement. Il obtient une place de titulaire lors de la saison 1964-65, lors de laquelle il inscrit 23 buts avec les Maroons.

### Dundee United
Après une brève période en Afrique du Sud en 1967 et 1968, où il évolue pour le Durban United et travaille en même temps pour une compagnie représentative pour les Beare Brothers, Gordon quitte le Tynecastle Stadium en 1969 lorsque Jerry Kerr paie la somme de £8 000 pour le faire venir au Dundee United.

### Hibernian
Eddie Turnbull paie quant à lui la somme de 12 000 £ pour s'offrir les services de Gordon à Édimbourg, mais cette fois pour l'Hibernian FC. C'est à l'Easter Road Stadium qu'il atteint l'apogée de sa carrière. En 1972-73, il aide les Hibs à remporter la Scottish League Cup et la Drybrough Cup, puis encore une Drybrough Cup la saison suivante. Il participe également à l'un des plus grands matchs de l'histoire des Hibs', une victoire 7-0 contre les rivaux des Hearts le 1er janvier 1973 lors de l'Edinburgh derby, match dans lequel il inscrit le deuxième et le septième but.

### Dundee
Malgré son succès, Gordon part rejoindre le Dundee FC pour un transfert de 13 000 £ en 1974, devenant le premier joueur à jouer pour les deux équipes rivales à la fois de Dundee et d'Édimbourg. Sa période chez les Dark Blues est moins fructueuse. Après leur relégation lors de la saison 1975-76, due à une différence de buts inférieure à Dundee United, Gordon prend sa retraite footballistique à l'âge de 32 ans.

### Après football
Après avoir mis un terme à sa carrière, Gordon continue à travailler dans la comptabilité, avec notamment Irvine Welsh comme client. Il travaille également pour la Radio Forth durant les années 1980.
Gordon décède en février 2010, d'une tumeur au cerveau.

## Palmarès
Heart of Midlothian FC
- Vice-champion du Championnat d'Écosse de football (1) :
  - 1965.

Hibernian FC
- Meilleur buteur du Championnat d'Écosse de football (1) :
  - 1973: 27 buts.
- Vice-champion du Championnat d'Écosse de football (1) :
  - 1974.